# Hans Christian Gulløv
Hans Christian Gulløv (* 10. Mai 1946 in Oslo, Norwegen) ist ein dänischer Archäologe, Ethnologe und Historiker.

## Leben
Hans Christian Gulløv ist der Sohn des Grossierers Hans Korsgaard († 1979) und seiner Frau Vibeke Elisabeth Gulløv († 2017). Am 20. Dezember 1983 heiratete er die Ergotherapeutin Ruth Ilkjær (* 1948), Tochter des Hofbesitzers Johannes Ilkjær († 2003) und seiner Frau Andrea Margrethe Møller.
Er beendete 1965 die Schule und studierte anschließend Geografie, Archäologie und Anthropologie an der Universität Kopenhagen. Er schloss das Studium 1975 ab und wurde Stipendiat an der Ethnografischen Sammlung des Dänischen Nationalmuseums. 1980 wurde er für ein Jahr am Grønlandsministeriet angestellt, war dann von 1982 bis 1985 Seniorstipendiat am Institut für Eskimologie an der Universität Kopenhagen, daraufhin kurzzeitig Gastdozent am Ilisimatusarfik und dann von 1986 bis 1990 wieder Stipendiat am Nationalmuseum. 1991 wurde er Seniorforscher am Dansk Polarcenter. Von 1997 bis 2015 war er Museumsinspektor in der Ethnografischen Sammlung des Nationalmuseums. Nachdem er 1998 mit dem Werk From Middle Ages to Colonial Times zum dr. phil. promoviert worden war, war er von 2001 bis 2009 Forschungsprofessor am Grönlandforschungszentrum SILA.
Von 1975 bis 2015 war er Aufsichtsratsmitglied von Det Grønlandske Selskab, davon von 2000 bis 2007 als Vorsitzender. Von 1974 bis 1975 war er Mitglied des Ratgebenden Ausschusses für Gesellschaftsforschung in Grönland. Von 1982 bis 1985 und von 2002 bis 2015 war er Mitglied des Geschäftsausschusses bzw. Aufsichtsratsmitglied am Arktisk Institut. Von 1982 bis 1985 und von 1997 bis 2001 war er zudem Mitglied von Knud Rasmussens Mindekomité. Von 1995 bis 1999 war er Mitglied des internen Forschungsausschusses des Nationalmuseums und von 1997 bis 2001 des Ausschusses für dänisch-grönländische Museumszusammenarbeit. Von 2002 bis 2008 war er zudem Aufsichtsratsmitglied der Qilakitsoq-Stiftung. Von 1985 bis 2022 war er in verschiedenen Zeiträumen als Zensor für Anthropologie, Prähistorische Archäologie, Kultur- und Gesellschaftsgeschichte und Eskimologie an den Universitäten in Kopenhagen, Aarhus und Nuuk tätig. Von 2007 bis 2015 war er zudem Zensor für die Europäische Wissenschaftsstiftung.
Von 1987 bis 2014 war er Fachredakteur der anthropologischen Reihe (Man & Society) von Meddelelser om Grønland und von 1990 bis 2000 Associate Editor für Arctic Anthropology. 2004 gab er ein Buch zur Frühgeschichte Grönlands und der Besiedelung durch die Grænlendingar heraus. Für sein Werk Cultural encounters at Cape Farewell: the East Greenlandic immigrants and the German Moravian Mission in the 19th century erhielt er 2012 gemeinsam mit Einar Lund Jensen und Kristine Raahauge den Julius Bomholt Prisen. 2017 war er Hauptredakteur des Werks zur grönländischen Kolonialgeschichte, wofür er 2018 mit dem Blixenprisen ausgezeichnet wurde.

## Werke (Auswahl)
- 1971: Håbets Koloni (mit H. Kapel)
- 1978: Kamp om sjælene. Grønland og oplysningstiden
- 1979: Haabetz Colonie 1721–1728 (mit H. Kapel)
- 1983: Fortidsminder i Nuuk kommune
- 1986: Grønland 1944–1985. Kulturhistorisk Forskningsoversigt
- 1986: Contemporary Greenland Anthropology (Hrsg.)
- 1997: From Middle Ages to Colonial Times
- 1997: Fifty Years of Arctic Research. Anthropological Studies from Greenland to Siberia (Hrsg.)
- 1999: Inuit, kultur og samfund. En grundbog i eskimologi (Hrsg.)
- 2004: Grønlands forhistorie (Hrsg.)
  - 2005: zweite verbesserte Auflage
  - 2006: grönländische Version
- 2011: Cultural encounters at Cape Farewell. The East Greenlandic immigrants and the German Moravian Mission in the 19th century (mit Einar Lund Jensen und Kristine Raahauge)
  - 2012: Kulturmøder ved Kap Farvel. De østgrønlandske indvandrere og den tyske Brødremission i det 19. århundrede
- 2014: Northern Worlds (Hrsg.)
- 2017: Grønland. Den arktiske koloni (Hrsg.)